# Quốc kỳ Thái Lan
Quốc kỳ Vương quốc Thái Lan (tiếng Thái: ธงชาติไทย) gồm 5 sọc ngang đỏ, trắng, xanh da trời, trắng và đỏ, sọc chính giữa rộng gấp đôi các sọc khác. Ba màu đỏ - trắng - xanh da trời đại diện cho dân tộc - tôn giáo - nhà vua, một khẩu hiệu không chính thức của Thái Lan. Màu trắng tượng trưng cho sự thuần khiết của tôn giáo (Thái Lan lấy đạo Phật làm quốc giáo). Màu lam đại diện cho nhà Vua, nằm giữa lá cờ, tượng trưng vương thất ở trong nhân dân các dân tộc và tôn giáo thuần khiết. Lá cờ này đã được chọn dùng vào ngày 28 tháng 9 năm 1917, theo sắc lệnh hoàng gia về quốc kỳ vào năm đó. Tên Thái gọi lá cờ này là ธงไตรรงค์ (Thong Trairong), có nghĩa là cờ tam sắc.

## Lịch sử
Lá cờ đầu tiên được dùng cho Xiêm có lẽ là một lá cờ màu đỏ, ban đầu được sử dụng dưới thời vua Narai (1656-1688). Cờ hải quân sau này đã sử dụng biểu tượng khác trên nền đỏ; một chakra trắng (vũ khí của thần Vishnu được sử dụng làm biểu tượng của nhà Chakri), hay một con voi trắng bên trong chakra.
Về mặt chính thức, lá cờ đầu tiên được tạo ra năm 1855 bởi vua Rama IV, với một con voi trắng (biểu tượng hoàng gia) trên một nền đỏ.
Năm 1916, quốc kỳ được đổi thành như thiết kế ngày nay vẫn sử dụng nhưng màu sắc ở giữa cũng đỏ như dải bên ngoài.
Lá cờ hiện tại trông giống quốc kỳ Costa Rica, được chọn dùng 11 năm trước khi Thái Lan chọn quốc kỳ. Khác biệt chính nằm ở chỗ màu xanh dương và màu đỏ được đảo ngược.

### Biến đổi

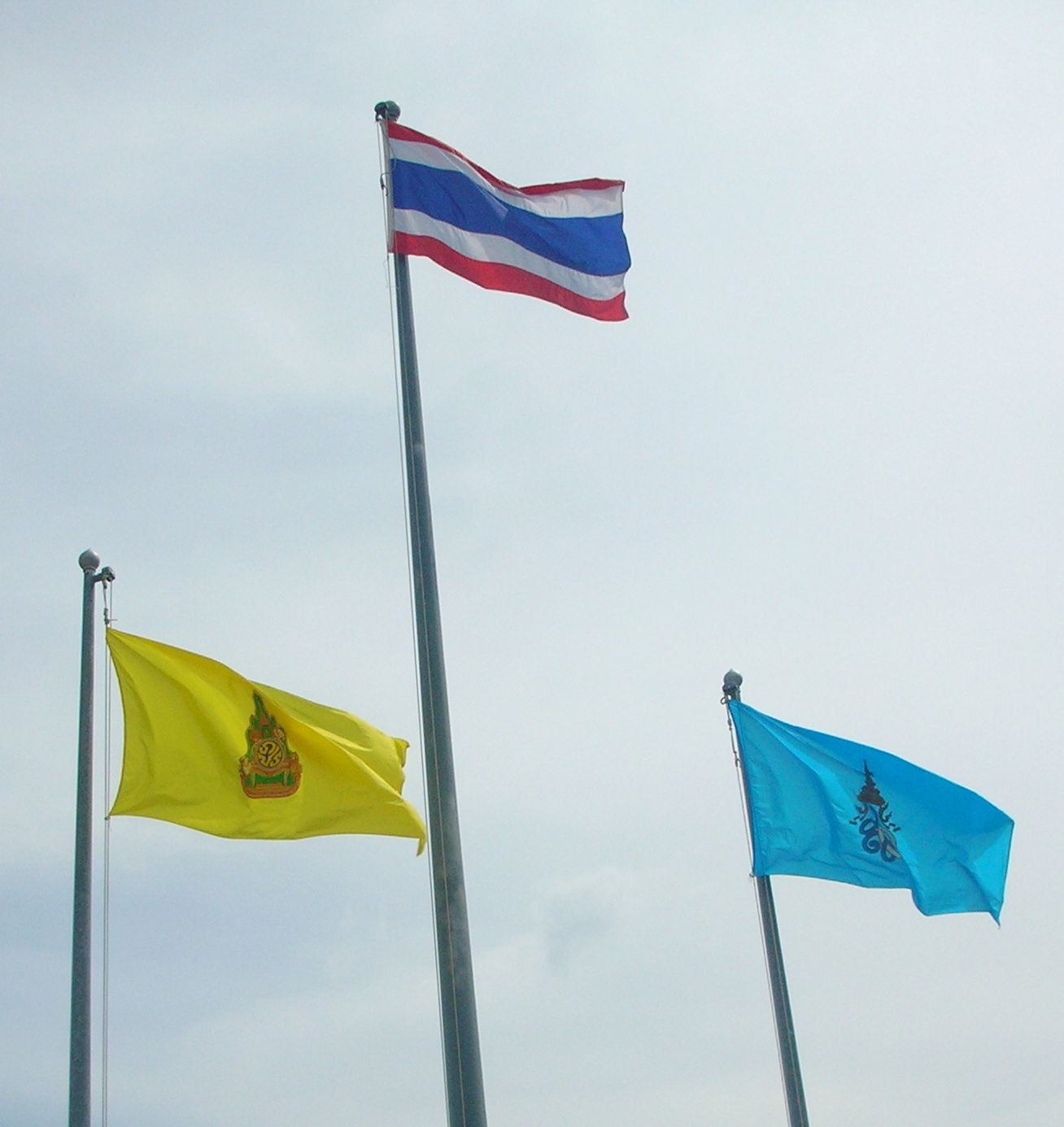
Cờ Vương quốc Thái Lan luôn được treo cùng với cờ hoàng gia của vua Bhumibol Adulyadej và hoàng hậu Sirikit.

| Cờ        | Ngày                                             | Giai đoạn            | Mô tả                             |
| --------- | ------------------------------------------------ | -------------------- | --------------------------------- |
|           | 1700-1767                                        | Vương quốc Ayutthaya | Cờ đỏ.                            |
| 1767-1782 | Vương quốc Thonburi                              |                      | Cờ đỏ.                            |
|           | 1782-1817                                        | Vương quốc Xiêm      | Cờ đỏ với chakra                  |
|           | 1817-1855                                        | Vương quốc Xiêm      | Cờ đỏ với voi trắng trong chakra. |
|           | 1855-1916                                        | Vương quốc Xiêm      | Cờ đỏ với voi trắng.              |
|           | 1916-1917                                        | Vương quốc Xiêm      | Cờ đỏ với voi trắng.              |
|           | Cờ đỏ với 2 dải màu trắng ở 1/3 trên và 1/3 dưới | Vương quốc Xiêm      |                                   |
|           | 1917-1932                                        | Vương quốc Xiêm      | Cờ ba màu                         |
| 1932-     | Vương quốc Thái Lan                              |                      | Cờ ba màu                         |